# Slaná
Slaná (deutsch Slana) ist eine Gemeinde in Tschechien. Sie liegt zwei Kilometer südlich von Semily und gehört zum Okres Semily.

## Geschichte
Die erste urkundliche Erwähnung des Dorfes stammt aus dem Jahre 1430. Ab 1634 gehörte Slaná zur Herrschaft Semily. 1652 erfolgte eines Teilung des Ortes: Slaná – wie auch der Nachbarort Nedvězí – gehörte anteilig zu Semily und Lomnice nad Popelkou. 1714 kam das Dorf zum Bunzlauer Kreis. Nach der Ablösung der Patrimonialherrschaften wurde Slaná 1849 zur selbstständigen Gemeinde im Bezirk Gitschin; seit 1868 gehörte der Ort zum Bezirk Semil. 1880 erfolgte ein Zusammenschluss mit Bořkov, wobei der Gemeinderat in Slaná seine Sitzungen hielt und der Bürgermeister in Bořkov saß. Bereits 1882 wurde der Gemeindezusammenschluss wieder aufgehoben. Im selben Jahre entstand die Staatsstraße von Semily über Slaná und Zelený háj nach Lomnice nad Popelkou. 1923 erhielt Nedvězí eine Bahnstation an der Eisenbahn von Reichenberg nach Pardubice, nachdem die Züge seit 1858 ohne Halt vorbeifuhren. 1925 lösten sich die Ortschaften Nedvězí und Hořensko aus der Gemeinde Slaná heraus. Der erste Autobus von Semily nach Lomnice fuhr 1930 durch Slaná.
Im Jahre 1953 wurden Nedvězí und Hořensko wieder eingemeindet. Seit 1960 ist auch Bořkov ein Ortsteil von Slaná.

## Gemeindegliederung
Die Gemeinde Slaná besteht aus den Ortsteilen Bořkov (Borschkau), Hořensko (Horschensko), Nedvězí (Nedwies), Slaná (Slana), Sutice (Sutitz) und Světlá (Swietla). Grundsiedlungseinheiten sind Blaživky, Bořkov, Hořensko, Nedvězí, Poříčí und Slaná.
Das Gemeindegebiet gliedert sich in die Katastralbezirke Bořkov, Hořensko, Nedvězí u Semil und Slaná.